# 육미라
육미라(1962년 10월 22일 ~ )는 대한민국의 배우이다.

## 출연작

### 영화
- 《아파트》 (2006년) - 유연 모 역
- 《하늘과 바다》 (2009년) - 슈퍼 주인 역
- 《천국의 우편배달부》 (2009년) - 문교 아내 역
- 《서서 자는 나무》 (2010년) - 구상 모 역
- 《장모와 나》 (2014년) - 희숙 역
- 《어우동: 주인 없는 꽃》 (2015년) - 여주인 역
- 《더 킹》 (2017년) - 태수 장모 역

### 드라마
- 《얼렁뚱땅 흥신소》 (KBS2, 2007년) - 수정 역
- 《유혹의 기술》 (OCN, 2008년) - 민여사 역
- 《땀의 순교자 탁덕 최양업》 (평화방송, 2008년) - 베로니카 역
- 《나쁜 남자》 (SBS, 2010년) - 복지관에 온 여자 역
- 《동정부부 요안 루갈다》 (평화방송, 2010년) - 신희부인 역
- 《괜찮아, 아빠딸》 (SBS, 2010년~2011년) - 강보라의 어머니 역
- 《신기생뎐》 (SBS, 2011년) - 한의원에 진료 받으러 온 여자 역
- 《당신 참 예쁘다》 (MBC, 2011년)
- 《미스 리플리》 (MBC, 2011년)
- 《넌 내게 반했어》 (MBC, 2011년) - 이현수의 부인 역
- 《애정만만세》 (MBC, 2011년~2012년) - 보육원 원장 역
- 《심야병원》 (MBC, 2011년) - 목욕탕 주인 역
- 《특수사건 전담반 TEN》 (OCN, 2011년 ~ 2012년) - 보육원 원장 역
- 《신들의 만찬》 (MBC, 2012년) - 바자회에 참석한 여자 역
- 《아내의 자격》 (JTBC, 2012년) - 성인옥 역
- 《신사의 품격》 (SBS, 2012년) - 술집 사장 역
- 《추적자 THE CHASER》 (SBS, 2012년) - 투표하는 여자 역
- 《로맨스가 필요해 2012》 (tvN, 2012년) - 박 의원의 부인 역
- 《응답하라 1997》 (tvN, 2012년) - 드라마 "이웃집 남자"의 여주 역
- 《아름다운 그대에게》 (SBS, 2012년) - 강태준의 어머니 역
- 《세상 어디에도 없는 착한남자》 (KBS2, 2012년) - 의사 역
- 《못난이 송편》 (MBC, 2012년) - 가사도우미 역
- 《청담동 앨리스》 (SBS, 2012년~2013년) - 로열그룹 행사에 참석한 여자 역
- 《학교 2013》 (KBS2, 2012년~2013년) - 학부모 역
- 《백년의 유산》 (MBC, 2013년) - 대형마트 매니저 역
- 《특수사건 전담반 TEN 2》 (OCN, 2013년) - 슈퍼 주인 역
- 《사건번호 113》 (SBS, 2013년) - 강희경의 전 동료의사 역
- 《감자별 2013QR3》 (tvN, 2013년)
- 《KBS 드라마 스페셜 연작 시리즈 - 그녀들의 완벽한 하루》 (KBS2, 2013년)
- 《12년만의 재회: 달래 된, 장국》 (JTBC, 2014년) - 평범숙과 김영희의 지인 역
- 《트로트의 연인》 (KBS2, 2014년) - 사모님 역
- 《가족끼리 왜 이래》 (KBS2, 2014년~2015년) - 한 여사 역
- 《최고의 결혼》 (TV조선, 2014년)
- 《전설의 마녀》 (MBC, 2014년~2015년) - 마도현의 간병인 역
- 《닥터 프로스트》 (OCN, 2014년~2015년) - 최유경의 어머니 역
- 《이혼변호사는 연애중》 (SBS, 2015년) - 유혜린 시어머니의 대학동창 역
- 《여왕의 꽃》 (MBC, 2015년)
- 《부탁해요, 엄마》 (KBS2, 2015년)
- 《싸우자 귀신아》 (tvN, 2016년) - 주혜성의 어머니 역
- 《아버님 제가 모실게요》 (MBC, 2016년)
- 《행복을 주는 사람》 (MBC, 2016년) - 원장 역
- 《품위있는 그녀》 (JTBC, 2017년)
- 《아이돌마스터.KR - 꿈을 드림》 (SBS funE, 2017년) - 하서의 어머니 역
- 《하백의 신부 2017》 (tvN, 2017년)
- 《청춘시대 2》 (JTBC, 2017년) - 정예은의 이모 역
- 《20세기 소년소녀》 (MBC, 2017년) - 의뢰인 3 역
- 《너의 등짝에 스매싱》 (TV조선, 2017년) - 신규프랜차이즈 아이디어 공모전 심사위원 역
- 《인형의 집》 (KBS2, 2018년)
- 《부잣집 아들》 (MBC, 2018년)
- 《검법남녀》 (MBC, 2018년) - 맞선남의 어머니 역
- 《하나뿐인 내 편》 (KBS, 2018년) - 은영과 홍실의 친구 역
- 《봄밤》 (MBC, 2019년) - 형선의 친구 역